# Chủ nghĩa hậu hiện đại
Chủ nghĩa hậu hiện đại là một xu hướng trong nền văn hóa đương đại được đặc trưng bởi sự chối bỏ sự thật khách quan và siêu tự sự. Chủ nghĩa hậu hiện đại nhấn mạnh vai trò của ngôn ngữ, những quan hệ quyền lực, động cơ thúc đẩy; đặc biệt nó tấn công việc sử dụng những sự phân loại rõ ràng như nam với nữ, dị tính với đồng tính, trắng với đen, đế quốc với thực dân. Chủ nghĩa hậu hiện đại đã ảnh hưởng tới nhiều lĩnh vực văn hóa, bao gồm cả phê bình văn học, xã hội học, ngôn ngữ học, kiến trúc, nghệ thuật thị giác, và âm nhạc.
Tư tưởng hậu hiện đại là sự giải thoát có chủ ý từ những cách tiếp cận của chủ nghĩa hiện đại đã thống trị trước đó. Thuật ngữ "hậu hiện đại" bắt nguồn từ sự phê phán tư tưởng khoa học về tính khách quan và tiến bộ gắn liền với sự khai sáng của chủ nghĩa hiện đại.
Khác với chủ nghĩa hiện đại, chủ nghĩa hậu hiện đại không nhấn mạnh hay đề cao duy lý và văn minh phương Tây.

## Tương phản tư duy hiện đại và hậu hiện đại
| TT | Hệ đối sánh         | Hiện đại                                                                              | Hậu hiện đại                                                                              |
| -- | ------------------- | ------------------------------------------------------------------------------------- | ----------------------------------------------------------------------------------------- |
| 1  | Lập luận            | Từ cơ sở đi lên                                                                       | Các thành tố đa tầng của các cấp độ lập luận đa tầng. Có định hướng đan kết như mạng nhện |
| 2  | Khoa học            | Chủ nghĩa lạc quan phổ quát                                                           | Duy hiện thực các giới hạn                                                                |
| 3  | Thành phần/Toàn thể | Các thành phần bao gồm cái toàn bộ                                                    | Toàn bộ quan trọng hơn các thành phần                                                     |
| 4  | Thượng đế           | Hành động bằng vi phạm "luật tự nhiên" hoặc bằng "tính nội tại" trong mọi sự hiện hữu | Liên hệ nhân quả từ trên xuống dưới                                                       |
| 5  | Ngôn ngữ            | Có tính quy chiếu                                                                     | Ý nghĩa tùy thuộc bối cảnh xã hội thông qua cách sử dụng                                  |

## Dị biệt hệ thống giữa chủ nghĩa hiện đại và chủ nghĩa hậu hiện đại
| TT | Chủ nghĩa hiện đại                           | Chủ nghĩa hậu hiện đại                |
| -- | -------------------------------------------- | ------------------------------------- |
| 1  | Chủ nghĩa lãng mạn/Chủ nghĩa tượng trưng     | Chủ nghĩa siêu vật lý/Chủ nghĩa đa đa |
| 2  | Hình thức (gắn bó/khép kín)                  | Phản hình thức (phân mảnh/khai mở)    |
| 3  | Có mục đích                                  | Mỉa mai                               |
| 4  | Có dự kiến                                   | Ngẫu nhiên                            |
| 5  | Có thứ tự trước sau                          | Hỗn loạn, vô trật tự                  |
| 6  | Chín chắn, ngôn từ                           | Cạn kiệt, im lặng                     |
| 7  | Đối tượng nghệ thuật gói trọn trong tác phẩm | Trình diễn, tiến trình                |
| 8  | Giữ khoảng cách                              | Tham dự                               |
| 9  | Sáng tạo, toàn bộ hóa                        | Giải cấu trúc                         |
| 10 | Chính đề                                     | Phản đề                               |
| 11 | Hiện diện                                    | Vắng mặt                              |
| 12 | Tập trung                                    | Tản mác                               |
| 13 | Chú trọng thể loại, từng văn bản độc lập     | Chú trọng văn bản, liên văn bản       |
| 14 | Ngữ nghĩa                                    | Tu từ                                 |
| 15 | Mô hình (biến hóa hệ thống)                  | Ráp chữ với chữ                       |
| 16 | Câu có mệnh đề chính phụ                     | Câu gồm các mệnh đề độc lập           |
| 17 | Ẩn dụ                                        | Hoán dụ                               |
| 18 | Lựa ra                                       | Kết vào                               |
| 19 | Có chiều sâu                                 | Chỉ bề mặt                            |
| 20 | Diễn dịch                                    | Chống diễn dịch                       |
| 21 | Đọc                                          | Đọc sai                               |
| 22 | Cái được biểu hiện                           | Cái biểu hiện                         |
| 23 | Chỉ để đọc                                   | Vừa đọc vừa cùng sáng tác với tác giả |
| 24 | Tự sự                                        | Phản tự sự                            |
| 25 | Văn chương bác học                           | Bình dân bản địa                      |
| 26 | Theo hội chứng                               | Theo khát vọng                        |
| 27 | Kiểu mẫu điển hình                           | Lai tạp                               |
| 28 | Sinh dục tính, biểu tượng dương vật          | Nhiều hình thái                       |
| 29 | Hoang tưởng                                  | Tâm thần phân liệt                    |
| 30 | Khởi nguyên/nguyên nhân                      | Khác biệt                             |
| 31 | Đức Chúa Cha                                 | Đức Chúa Thánh Thần                   |
| 32 | Siêu hình học                                | Châm biếm                             |
| 33 | Xác định                                     | Bất định                              |
| 34 | Siêu việt                                    | Nội tại                               |

## Liên kết
- "Love and Hatred of 'French Theory' in America." Borderlands e journal. / Rolando Pérez. 4.1. 2005. http://www.borderlandsejournal.adelaide.edu.au/ Lưu trữ ngày 7 tháng 9 năm 2008 tại Wayback Machine
- [http://www.scribd.com/doc/22163586/Postmodernism-Pulp-Fiction A simpler description of Postmodernism]
- [http://wsws.org/category/feature/philos.shtml WSWS philosophy archives - incl. critiques of postmodernist thought]
- [http://plato.stanford.edu/entries/postmodernism/ Stanford Encyclopedia of Philosophy's entry on postmodernism]
- [http://christiancadre.org/topics/postmodern.html Lưu trữ ngày 6 tháng 7 năm 2009 tại Wayback Machine The Christian Cadre's Postmodernism Page]
- [http://www.umass.edu/complit/aclanet/SyllPDF/JanuList.pdf Lưu trữ ngày 13 tháng 5 năm 2006 tại Wayback Machine Discourses of Postmodernism. Multilingual Bibliography by Janusz Przychodzen (PDF file)]
- [http://www.tasc.ac.uk/depart/media/staff/ls/Modules/Theory/PoMoDis.htm Lưu trữ ngày 29 tháng 10 năm 2005 tại Wayback Machine Modernity, postmodernism and the tradition of dissent, by Lloyd Spencer (1998)]
- Dueling Paradigms: Modernist v. Postmodernist Thought] * Characterizing a Fogbank: What Is Postmodernism, and Why Do I Take Such a Dim View of it?
- to Deconstruct Almost Anything--My Postmodern Adventure
- Postmodernism and truth Lưu trữ ngày 16 tháng 5 năm 2008 tại Wayback Machine by philosopher Daniel Dennett
- Postmodernism is the new black: How the shape of modern retailing was both predicted and influenced by some unlikely seers (The Economist ngày 19 tháng 12 năm 2006)
- Modernism vs. Postmodernism
- Gaining clarity: after postmodernism Lưu trữ ngày 22 tháng 5 năm 2011 tại Wayback Machine, Eretz Acheret Lưu trữ ngày 5 tháng 12 năm 2012 tại archive.today Magazine